# Tři chlapi v chalupě
Tři chlapi v chalupě je československý komediální televizní seriál vzniklý v produkci Československé televize, která ho také v letech 1961–1963 vysílala. Po Rodině Bláhově šlo o druhý československý seriál, který byl rovněž vysílán živě. Celkem vzniklo osmnáct dílů, na které v roce 1964 navázala speciální epizoda. Do současnosti byly zachovány pouze čtyři díly. Seriál natočilo více režisérů, nejvíce dílů režíroval František Filip. Scénář byl dílem Jaroslava Dietla, Jiřího Hubače, Ilji Prachaře a Josefa Barchánka. Děj seriálu se věnuje příběhům ze života mužů tří generací rodiny Potůčků, kteří žijí společně v jedné chalupě ve vesnici.
Díky diváckému úspěchu navázala na televizní seriál další díla: stejnojmenná divadelní hra z roku 1963 (včetně knižní podoby) a dva celovečerní filmy, Tři chlapi v chalupě (1963) a Tři chlapi na cestách (1973).

## Příběh
V chalupě ve vesnici Ouplavice žijí společně zástupci tří generací rodiny Potůčkových, děda, otec a syn, mezi místními zvaní Potoci. Ti zažívají ve svém životě nejrůznější situace a každodenní problémy, včetně venkovské komunální politiky a kolektivizovaného zemědělství.

## Obsazení

### Hlavní role
- Lubomír Lipský jako Václav Potůček, děda, zedník v ouplavickém JZD
- Jan Skopeček jako Václav „Vašek“ Potůček, otec, předseda ouplavického JZD
- Ladislav Trojan jako Václav „Venda“ Potůček, syn, traktorista v ouplavickém JZD a předseda místního ČSM

### Vedlejší role
- Jiří Smutný jako soused Drda (14 dílů)
- Ota Motyčka jako Nedoma (13 dílů)
- Jiřina Steimarová jako Nedomová (12 dílů)
- Jiří Pleskot jako soused Josef (10 dílů)
- Arnošt Faltýnek jako vedoucí Jednoty a hostinský (10 dílů)
- Milena Dvorská jako Ivana (10 dílů)
- Otto Šimánek jako Arnošt Kacíř (8 dílů)
- Eva Svobodová jako Kacířová (6 dílů)
- Stella Zázvorková jako bábinka Přibylová (6 dílů)
- Růžena Lysenková jako vdova Škutinová (5 dílů)
- Dana Medřická jako matka Potůčková (4 díly)
- Marie Kyselková jako Božena Kacířová (3 díly)
- Marie Marešová jako Kabourková, zvaná Matka Kuráž (3 díly)
- Libuše Pešková jako Růžičková (3 díly)
- Karel Hovorka jako družstevník Hovorka (3 díly)

## Produkce
Seriál Tři chlapi v chalupě byl inspirován dřívějším projevem prezidenta Antonína Zápotockého, který zemřel v roce 1957. V něm uvedl, že v soudobá kulturní díla se sice dost věnují továrnám, ale zemědělství opomíjí. Tématu se později chytili televizní scenáristé v čele s Jaroslavem Dietlem, Janem Jílkem a dramaturgyní Janou Dudkovou, kteří pro tvorbu námětu využili život jednoho sedláka z jižních Čech, jenž byl Jílkovým známým. Hlavním autorem seriálu zůstal Dietl, scénáře pro některé díly napsali také Jiří Hubač, Ilja Prachař a Josef Barchánek. Na režijní stoličce se vystřídalo více režisérů. Začínal jej Jaroslav Dudek, další epizody režírovali Miloslav Zachata, Jaromír Vašta, Václav Hudeček a Jiří Nesvadba, ale nejvíce dílů natočil František Filip. Do hlavních rolí tří generací rodiny Potůčkových byli obsazeni Ladislav Trojan a Jan Skopeček, kteří s Dietlem spolupracovali už na předchozím a vůbec prvním československém seriálu Rodina Bláhova (Trojan v hlavní roli, Skopeček pouze jako host v jednom díle). Postavu nejmladšího Potůčka měl původně ztvárnit Ivo Palec, ale kvůli nemoci ji nemohl přijmout, takže autoři využili Trojana. Vybranou dvojici doplnil v roli nejstaršího dědy Potůčka Lubomír Lipský, který krátce předtím hrál postavu dědečka v Dietlově divadelní hře Čtyři z velkoměsta. Ačkoliv Lipský, Skopeček a Trojan měli ztvárnit zástupce tří generací, nejstaršímu z nich, Lipskému, bylo v době začátku seriálu 38 let a od nejmladšího Trojana jej dělilo pouze devět let.
Seriál byl vysílán živě, proto před každým dílem probíhaly dlouhé zkoušky. Herci nejprve tři týdny zkoušeli ve zkušebně Stavovského divadla v Praze, následně tři dny v televizním studiu. Natáčení probíhalo ve studiu Československé televize v pražské Měšťanské besedě na tři kamery. Veškeré činnosti a součinnost jednotlivých profesí, jako kameramanů a střihačů, byla během zkoušek nacvičena a pevně dána. Podle Jana Skopečka bylo takové natáčení ještě přísnější než v divadle a dle Trojana musela panovat kázeň, takže při živém vysílání herci neimprovizovali. Předtočené exteriéry byly natáčeny v Nesvačilech.

## Vysílání
První díl seriálu Tři chlapi v chalupě měl premiéru v 19.45 hod dne 18. října 1961 v Československé televizi. Seriál byl, stejně jako předchozí Rodina Bláhova, vysílán převážně živě. Uváděn byl nepravidelně, většinou jednou za měsíc ve večerním čase, začátky dílů se pohybovaly v rozmezí od 19.30 do 21.00 hod. Obvykle byl vysílán ve středu, pouze výjimečně v jiné dny (třikrát ve čtvrtek, dvakrát v úterý).
Seriál byl zakončen osmnáctým dílem, který se na obrazovky premiérově dostal 3. dubna 1963. Autoři původně plánovali, že po ukončení seriálu vznikne v dalších letech každý rok vždy jeden dodatečný díl s novými příběhy. K realizaci však došlo pouze u jediného speciálního dílu s názvem „Tři chlapi po roce“, který byl uveden v sobotu 31. října 1964.
Během premiérového vysílání byl seriál pro své reprízování natáčen z televizního monitoru pomocí telerecordingu na 16mm film. Poprvé byly reprízy uváděny již od července 1962, tedy po odvysílání devíti dílů. V průběhu dalších let však byly záznamy seriálu ztraceny či zničeny, takže z celkových devatenácti dílů jsou dochovány pouze čtyři epizody, „Kuře“, „Zajíc“, „Dirigent“ a „Tři chlapi po roce“, které příležitostně vysílá Česká televize.
Všechny čtyři dochované díly seriálu Tři chlapi v chalupě byly zařazeny jako bonusový materiál na DVD se seriálem Eliška a její rod, který v roce 2014 vydala Česká televize.

### Seznam dílů
| Č. v seriálu | Název                  | Režie            | Scénář          | Datum premiéry     | Stav       |
| ------------ | ---------------------- | ---------------- | --------------- | ------------------ | ---------- |
| 1            | Když nastaly deště     | Jaroslav Dudek   | Jaroslav Dietl  | 18. října 1961     | nedochován |
| 2            | Proti všem             | Miloslav Zachata | Jiří Hubač      | 23. listopadu 1961 | nedochován |
| 3            | V tento čas vánoční    | Jaroslav Dudek   | Ilja Prachař    | 20. prosince 1961  | nedochován |
| 4            | Po stopě zlého zločinu | Jaromír Vašta    | Jaroslav Dietl  | 17. ledna 1962     | nedochován |
| 5            | Ženitba                | Miloslav Zachata | Jiří Hubač      | 15. února 1962     | nedochován |
| 6            | Rozsudek vyneste sami  | František Filip  | Ilja Prachař    | 13. března 1962    | nedochován |
| 7            | Padesátník             | Jaroslav Dudek   | Jaroslav Dietl  | 19. dubna 1962     | nedochován |
| 8            | Dva kroky do tmy       | Miloslav Zachata | Jiří Hubač      | 30. května 1962    | nedochován |
| 9            | Červnová noc           | Jaromír Vašta    |                 | 27. června 1962    | nedochován |
| 10           | Dezertér               | Václav Hudeček   | Josef Barchánek | 18. července 1962  | nedochován |
| 11           | Tchoř                  | Jiří Nesvadba    | Jaroslav Dietl  | 22. srpna 1962     | nedochován |
| 12           | Kuře                   | František Filip  | Jaroslav Dietl  | 19. září 1962      | dochován   |
| 13           | Maří Magdaléna         | František Filip  | Jaroslav Dietl  | 17. října 1962     | nedochován |
| 14           | Veš v kožichu          | Václav Hudeček   | Jiří Hubač      | 14. listopadu 1962 | nedochován |
| 15           | Sólo                   | František Filip  | Jaroslav Dietl  | 12. prosince 1962  | nedochován |
| 16           | Odyssea                | František Filip  | Jaroslav Dietl  | 1. ledna 1963      | nedochován |
| 17           | Zajíc                  | Miloslav Zachata | Jiří Hubač      | 20. února 1963     | dochován   |
| 18           | Dirigent               | František Filip  | Jaroslav Dietl  | 3. dubna 1963      | dochován   |

| Č. v seriálu | Název              | Režie           | Scénář         | Datum premiéry | Stav     |
| ------------ | ------------------ | --------------- | -------------- | -------------- | -------- |
| 19           | Tři chlapi po roce | František Filip | Jaroslav Dietl | 31. října 1964 | dochován |

## Přijetí
Recenze v deníku Rudé právo od počátku seriálu vyzdvihovaly herecký výkon zejména Lubomíra Lipského v roli dědy Potůčka, který se „stal výraznou figurkou rtuťovitého a činorodého staříka, oplývající neodolatelnou komikou“. Nicméně ani otec Potůček v podání Jana Skopečka nezůstal stranou uznání. Díl „Ženitba“ byl sice podle recenzenta po autorské stránce poněkud zdlouhavý, ale na závěr dostal spád a nečekanou pointu, v níž se výrazně uplatnil Skopečkův herecký výkon. Kritici rovněž uváděli, že autoři dobře zvolili poměr mezi komickými situacemi a vážnějšími motivy. Je to podle nich zřetelné například v díle „Po stopě zlého zločinu“, kde se řešila pomluva předsedy JZD a zároveň jistý „rozkol“ ve vesnické kapele podaný humorně. Seriál se zároveň podle Rudého práva dobře věnoval životu, aktuálním problémům a práci v družstevní vesnici a byl agitačně zaměřen, ale zároveň se však jednalo o dobře napsaný komediální pořad, byť po tři čtvrtě roce vysílání některé příběhy podle D. Havlíčka upadly do kolotoče stejných postupů beze snahy o inovaci. Zdeněk Bláha si v témže listu povšiml, že autoři se nebáli věnovat aktuálním otázkám, často zrovna z toho měsíce, kdy se daný díl vysílal, a podařilo se jim je začlenit do života již známých postav. Naopak dodatečný speciální díl byl od stejného recenzenta zkritizován, protože podle Bláhy působili „Tři chlapi po roce“ spíše jako „dost povrchně vybraná a narychlo sešitá snůška motivů různé úrovně“, přičemž ani nové postavy se po autorské stránce příliš nepovedly, protože bez hlubšího prokreslení působily pouze jako cíle autorových vtipů.
Kromě dobrého přijetí u kritiky se seriál dočkal i velkého diváckého úspěchu, neboť „byl ve své době fenomén, kterým žila téměř celá […] republika“. Například Lubomír Lipský, představitel dědy Potůčka, dostal za dobu vysílání seriálu asi 4500 dopisů. Při natáčení závěrečného dílu se svatbou dědy Potůčka na Staroměstské radnici se díky drobné zprávě ve Večerní Praze dostavilo na Václavské, kudy měl svatební průvod projíždět, a na Staroměstské náměstí obrovské množství fanoušků seriálu, jejichž zástupy se staly součástí epizody.

## Související díla
Díky úspěchu u diváků vznikly pod taktovkou Jaroslava Dietla různé odvozené projekty. V roce 1963 měla v pražském Divadle S. K. Neumanna premiéru Dietlova stejnojmenná divadelní veselohra, napsaná na motivy seriálu. Režíroval ji Václav Lohniský a působili v ní Lipský (alternace Ladislav Šimek), Skopeček i Trojan (alternace Jiří Bednář). Hra byla ještě téhož roku vydána knižně v nakladatelství Orbis. V Zemědělských novinách se také objevill fotokomiks vycházející ze seriálu a Československý rozhlas uváděl pořad Promluvy otce Potůčka k národu.
V roce 1963 byl také natočen celovečerní film Tři chlapi v chalupě. Po skončení seriálu zamýšleli tvůrci natáčet v jednoročním intervalu nové televizní příběhy, realizace se ale v roce 1964 dočkal pouze jediný díl s názvem „Tři chlapi po roce“. Poslední navazující dílo vzniklo v roce 1973 v podobě celovečerního filmu Tři chlapi na cestách.